# Bazilica San Vitale
Bazilica San Vitale din Ravenna, Italia este unul din monumentele cele mai reprezentative ale arhitecturii și artei bizantine din Europa Occidentală.
Ea este cunoscută pentru asemănarea cu moscheile secolului al VI-lea și este înscrisă, împreună cu alte monumente din Ravenna, în lista patrimoniului cultural mondial UNESCO.

## Istorie
Construcția bisericii a fost începută de către episcopul Ecclesius în 527, când Ravenna era sub dominația ostrogoților și a fost terminată de cel de-al 27-lea episcop al Ravennei, Maximian în 547 în timpul Exarhatului din Ravenna. Arhitectul bisericii rămâne necunoscut. A fost model pentru Capela palatină din Aachen, construită de franci în timpul lui Carol cel Mare.
Construcția bisericii a fost sponsorizată de către bancherul grec, Julius Argentarius, despre care se știe foarte puțin, doar că el a sponsorizat și construirea bazilicii Sant’Apollinare in Classe, cam tot în acea perioadă. Costurile finale au fost undeva pe la 26.000 bani de aur.

## Arhitectura

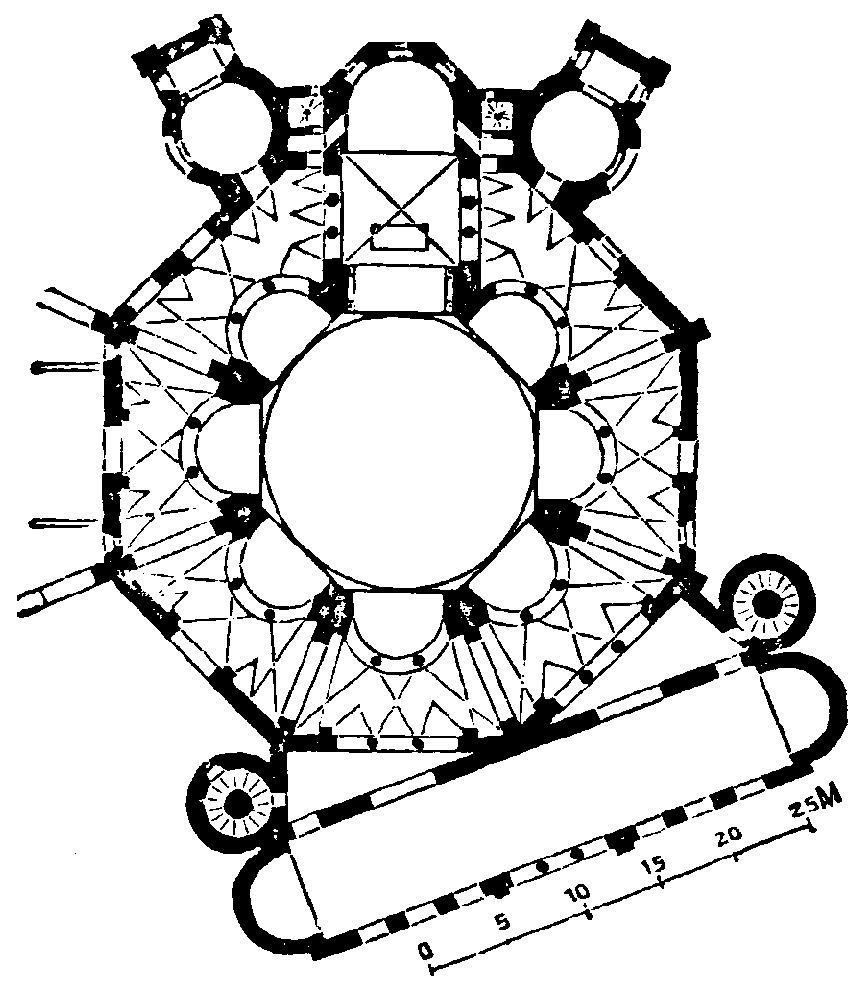
Planul bazilicii.

Biserica are un plan octogonal. Clădirea combină elemente de arhitectură romanică (acoperișul, forma cadrului ușilor, turnurile în trepte) cu elemente bizantine: absida poligonală, capiteluri și cărămizi înguste. Biserica este renumită pentru abundența de mozaicuri bizantine, cele mai mari și bine păstrate din afara Constantinopolului. Biserica are o importanță deosebită în arta bizantină, deoarece este singura cea mai mare biserică din timpul împăratului Iustinian I, care să se fi păstrat realmente intactă până în ziua de azi. Mai mult, se spune că designul său se aseamănă cu cel al Palatului Imperial bizantin, Camera de Auditoriu, din care nu s-a păstrat nimic. Clopotnița are patru clopote, cel al tenorului datând din secolul al XVI-lea. Potrivit legendei, biserica a fost înălțată pe așezământul martirului Sfântului Vitalie (San Vitalis).

## Mozaicul

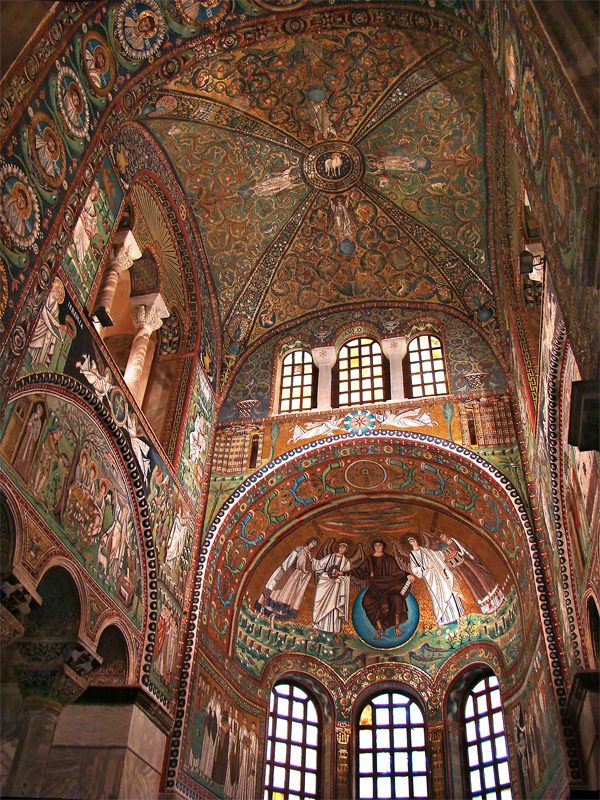
Interior.

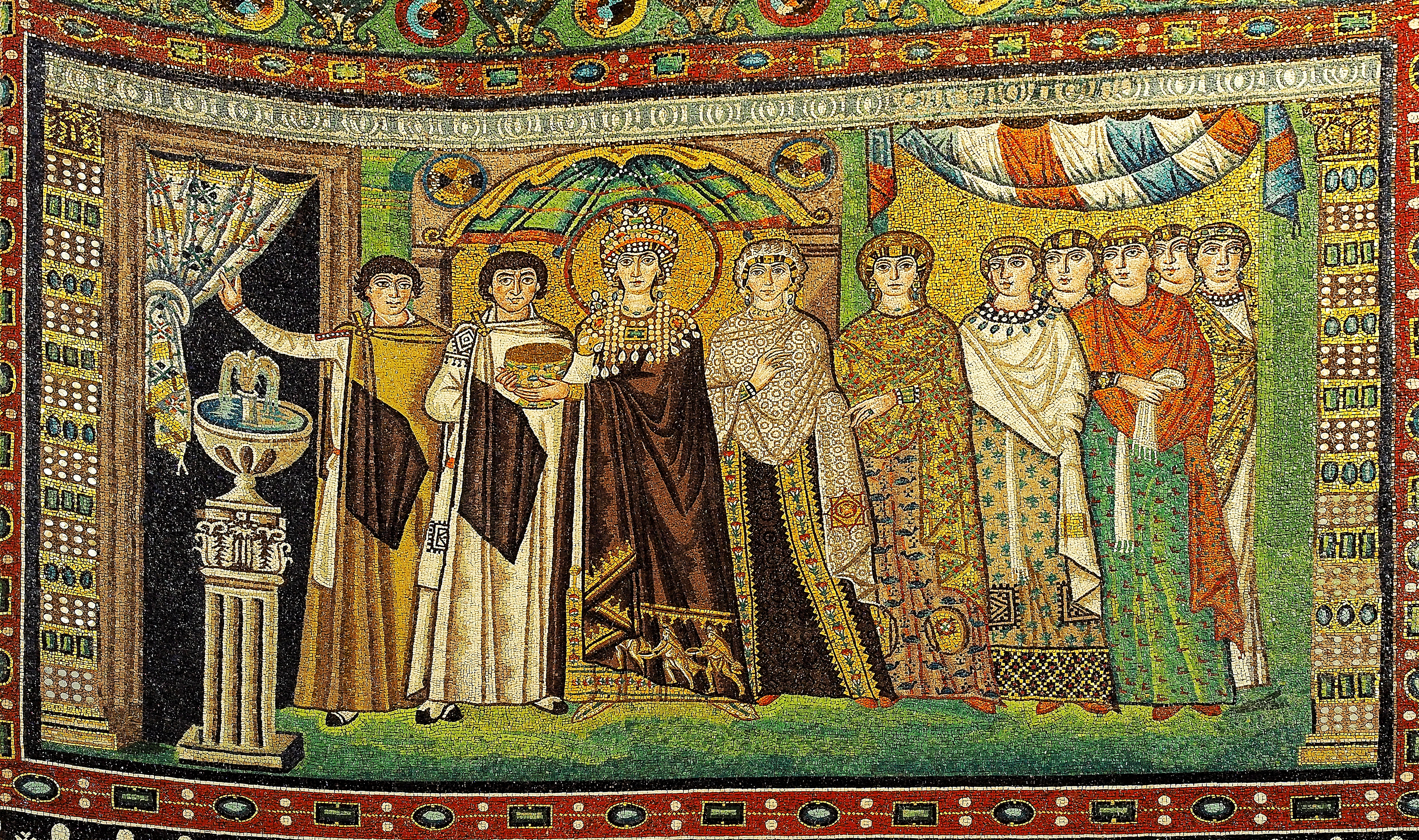
Mozaic ce o înfățișează pe împărăteasa Teodora

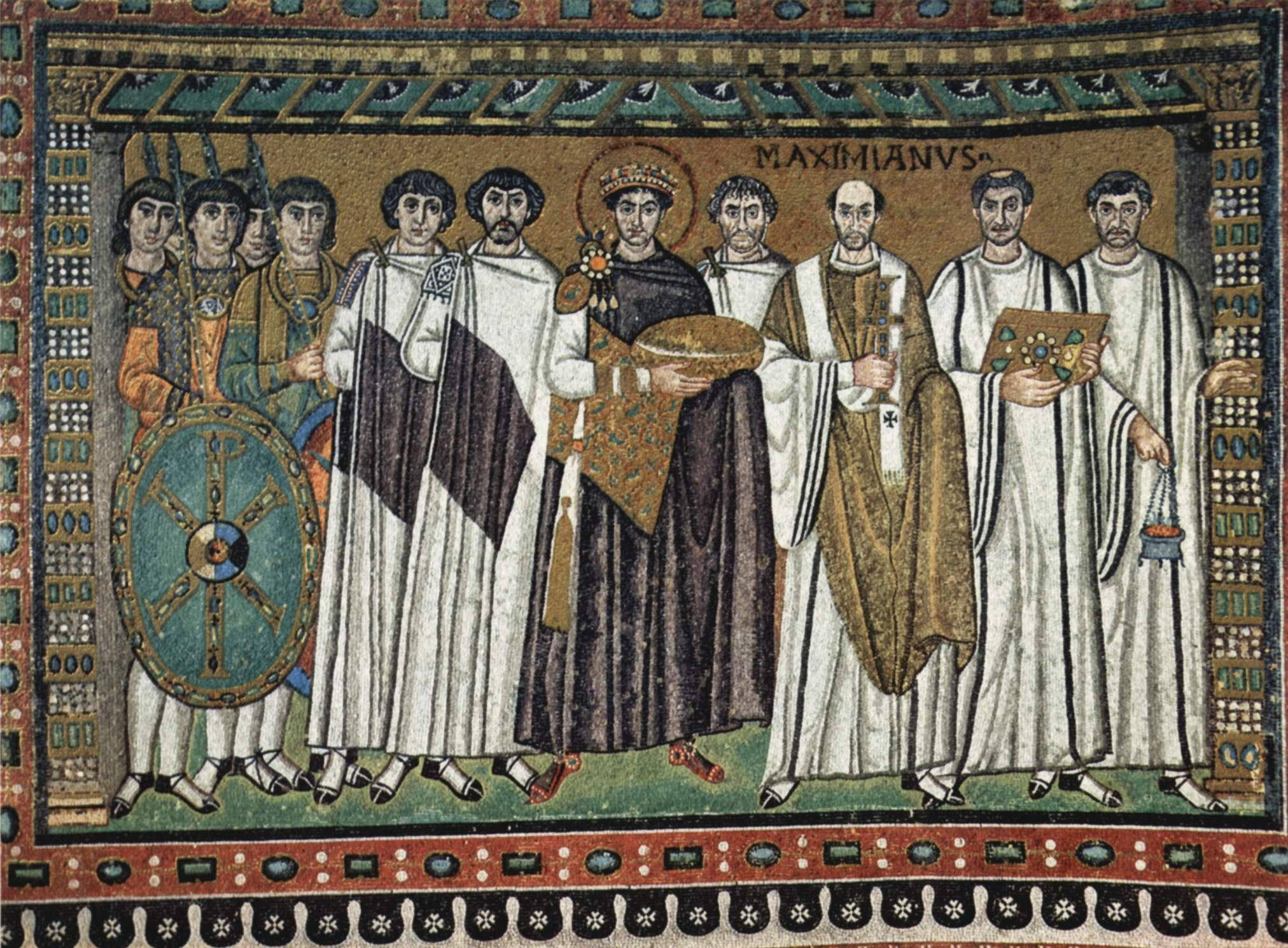
Mozaic ce îl înfățișează pe Iustinian I

Partea centrală este înconjurată de două arcade supraetajate.Cea de sus, matrimoneum, era destinată femeilor măritate.O serie de mozaicuri pe timpan, deasupra traforului, înfățișează sacrificii din Vechiul Testament; povestea lui Avraam și Melchisedec, sacrificiul lui Isaac, povestea lui Moise și a Rugului Aprins, profetul Ieremia și Isaia, reprezentări ale celor 12 triburi evreiești, precum și povestea lui Cain și Abel. Câte o pereche de îngeri ținând un medalion cu cruce, încununează fiecare parte a timpanului. Pe pereții din margini, în colțuri, lângă ferestrele cu menouri, se află mozaicuri reprezentând pe cei patru evangheliști, sub simbolurile lor (înger, leu, bou și vultur) îmbrăcați în alb. Portretul leului se remarcă prin expresivitate.
Toate mozaicurile sunt realizate în tradiția romano-elenă, aprinse și fanteziste, cu o anumită perspectivă și cu o coloristică bogată, cu o reprezentare însuflețită a peisajului, a păsărilor și a vegetației. Au fost terminate când Ravenna era încă sub dominația gotică. Absida este flancată de două capele : prothesis și diaconicon, caracteristice arhitecturii bizantine.

#### Panourile cu Iustinian și Teodora
La baza absidei, pe pereții laterali, sunt două panouri de mozaic celebre, executate în 548. În partea dreaptă este un mozaic reprezentându-l pe împăratul Iustinian I cu veșminte violet (purpurii) și o aură aurie, stând lângă funcționarii de la curte, episcopul Maximian, gărzi palatine și diaconi. Aura din jurul capului îi oferă același aspect ca cel al lui Hristos în cupola absidei. Iustinian se află în mijloc, cu soldați la dreapta sa și clericii la stânga sa, scoțând în evidență faptul că el este atât conducătorul imperiului cât și al bisericii.
Fundalul auriu arată că Iustinian și anturajul său se află în interiorul bisericii.
|  |  |